# 玫瑰朵朵
〈玫瑰朵朵〉是美国DJ双人组烟鬼组合的单曲，收录于其首部EP《花现神曲》并作为第二首单曲于2015年6月16日发行。歌曲由美国歌手洛泽斯提供伴唱，安德鲁·塔加特和伊丽莎白·门切尔填词作曲，烟鬼组合负责制作。

## 背景
在接受《Idolator》网站的迈克·瓦斯（Mike Wass）采访时，烟鬼组合说道，“我们总觉得这首歌很特别。当你在制作完成后总想一遍又一遍地听时，就知道会有所收获。你真的要将歌曲公布于众来让他们评判对错，当我们发行歌曲时，反响非常积极。虽然这不意味着歌曲将轰动一时，但我们知道它会很特别。我认为歌曲中肯定有烟鬼组合的感觉，但在制作过程中也有很多人（泰勒·斯威夫特，马克斯·马丁）的影响。但我认为这就是歌曲的酷炫之处以及人们喜欢它的原因，它不像目前电台中的任何歌曲，但朗朗上口且易于理解，会让人耳目一新。”

## 作曲
〈玫瑰朵朵〉是一首E大调，速度100bpm的歌曲。歌曲和弦在E和Esus2之间交替，人声跨度为B3到B4。

## 音乐视频
2015年8月7日，〈玫瑰朵朵〉的音乐视频于YouTube发布。视频以一位刚下班的女子开始，她关掉了店铺，看见一名男子下机并准备离开机场。他们看老电影，抽烟并在沙发上共度春宵，然而第二天早上，男子在女子熟睡的时候背包离开了。她伤心欲绝，而与此同时他驱车穿梭在城中。当男子看到她并停下车时，女子在街上激动地哭泣，他们团聚并拥抱在了一起。他们回到沙发上，视频以二人接吻结束。整个视频还穿插着女子在一间有两聚光灯照射下的昏暗的，薄雾笼罩的房间里跳舞的场景，在二人团聚后，玫瑰花瓣从空中飘落下来，她伴着花瓣翩翩起舞。

## 曲目列表
| 数字下载 | 数字下载                 | 数字下载 |
| 曲序     | 曲目                     | 时长     |
| -------- | ------------------------ | -------- |
| 1.       | Roses（featuring Rozes） | 3:46     |

| 数字下载 – 混音版EP | 数字下载 – 混音版EP                           | 数字下载 – 混音版EP |
| 曲序                | 曲目                                          | 时长                |
| ------------------- | --------------------------------------------- | ------------------- |
| 1.                  | Roses（featuring Rozes）（The Him Remix）     | 2:57                |
| 2.                  | Roses（featuring Rozes）（Zaxx Remix）        | 3:10                |
| 3.                  | Roses（featuring Rozes）（King Arthur Remix） | 3:04                |
| 4.                  | Roses（featuring Rozes）（Loosid Remix）      | 3:45                |
| 总时长：            | 总时长：                                      | 12:56               |

## 榜单
| 榜单（2015年－2017年）                       | 最高排名 |
| -------------------------------------------- | -------- |
| 澳大利亚（澳大利亚唱片业协会單曲榜）         | 5        |
| 奥地利（Ö3四十强单曲榜）                     | 18       |
| 比利时佛兰德（Ultratop五十强单曲榜）         | 31       |
| 比利时瓦隆（Ultratop五十强单曲榜）           | 22       |
| 加拿大（Canadian Hot 100）                   | 6        |
| 捷克（電台百強單曲榜）                       | 13       |
| 捷克（百強數位單曲榜）                       | 9        |
| 丹麦（Tracklisten）                          | 29       |
| 芬兰（芬蘭官方單曲榜）                       | 18       |
| 法國（法國唱片出版業公會單曲榜）             | 26       |
| 德国（德國官方單曲榜）                       | 24       |
| 愛爾蘭（愛爾蘭唱片音樂協會单曲榜）           | 19       |
| 意大利（意大利音乐产业联盟单曲榜）           | 42       |
| 拉脱维亚（拉脱维亚四十强榜）                 | 5        |
| 黎巴嫩（黎巴嫩官方二十强榜）                 | 9        |
| 荷兰（荷蘭四十強單曲榜）                     | 15       |
| 荷兰（百强单曲榜）                           | 18       |
| 新西兰（新西兰唱片音乐协会单曲榜）           | 8        |
| 挪威（世道單曲榜）                           | 8        |
| 菲律宾（Philippine Hot 100）（英語）         | 42       |
| 蘇格蘭（官方榜单公司單曲榜）                 | 12       |
| 斯洛伐克（百強數位單曲榜）                   | 8        |
| 西班牙（西班牙音樂製作協會）                 | 60       |
| 瑞典（瑞典最熱榜）                           | 13       |
| 瑞士（瑞士热门音乐榜）                       | 20       |
| 英國（官方榜单公司單曲榜）                   | 16       |
| 英國（官方榜单公司舞曲榜）                   | 7        |
| 美国（《告示牌》百大單曲榜）                 | 6        |
| 美國（《告示牌》Adult Pop Airplay）          | 26       |
| 美國（《告示牌》Dance Club Songs）           | 11       |
| 美國（《告示牌》Hot Dance/Electronic Songs） | 1        |
| 美國（《告示牌》Pop Airplay）                | 3        |
| 美國（《告示牌》Rhythmic Songs）             | 4        |

| 榜单（2015年）                       | 排名 |
| ------------------------------------ | ---- |
| 美国（《公告牌》舞曲/电音歌曲榜）    | 25   |
| 榜单（2016年）                       | 排名 |
| 澳大利亚（澳大利亚唱片业协会单曲榜） | 33   |
| 奥地利（Ö3四十强单曲榜）             | 64   |
| 比利时佛兰德（Ultratop五十强单曲榜） | 89   |
| 比利时瓦隆（Ultratop五十强单曲榜）   | 90   |
| 加拿大（加拿大百强单曲榜）           | 24   |
| 德国（德国官方榜单）                 | 86   |
| 意大利（意大利音乐产业联盟）         | 81   |
| 荷兰（荷兰四十强单曲榜）             | 83   |
| 荷兰（百强单曲榜）                   | 60   |
| 新西兰（新西兰唱片音乐协会）         | 22   |
| 瑞典（瑞典最热榜）                   | 43   |
| 瑞士（瑞士热门音乐榜）               | 59   |
| 英国（官方榜单公司单曲榜）           | 62   |
| 美国（《公告牌》百强单曲榜）         | 27   |
| 美国（《公告牌》舞曲/电音歌曲榜）    | 5    |
| 美国（《公告牌》主流四十强单曲榜）   | 24   |
| 美国（《公告牌》节奏单曲榜）         | 33   |

| 榜单（2010年－2019年）            | 排名 |
| --------------------------------- | ---- |
| 美国（《公告牌》舞曲/电音歌曲榜） | 10   |

## 认证
| 地區                                                       | 认证    | 认证单位/销量 |
| ---------------------------------------------------------- | ------- | ------------- |
| 澳大利亚（澳大利亚唱片业协会）                             | 5× 白金 | 350,000‡      |
| 比利时（比利時唱片音樂協會）                               | 金      | 15,000‡       |
| 加拿大（加拿大音乐协会）                                   | 6× 白金 | 480,000‡      |
| 丹麦（國際唱片業協會丹麥分會）                             | 金      | 45,000‡       |
| 德国（聯邦音樂產業協會）                                   | 金      | 200,000‡      |
| 意大利（意大利音乐产业联盟）                               | 2× 白金 | 100,000‡      |
| 荷兰（荷蘭音像製品製作與進口協會）                         | 白金    | 30,000‡       |
| 新西兰（新西兰唱片音乐协会）                               | 2× 白金 | 30,000*       |
| 挪威（國際唱片業協會挪威分会）                             | 白金    | 40,000‡       |
| 波兰（波蘭音像製造商協會）                                 | 2× 白金 | 40,000‡       |
| 西班牙（西班牙音樂製作協會）                               | 金      | 20,000‡       |
| 瑞典（瑞典唱片業協會）                                     | 2× 白金 | 80,000‡       |
| 英国（英国唱片业协会）                                     | 白金    | 600,000‡      |
| 美国（美國唱片業協會）                                     | 5× 白金 | 5,000,000‡    |
| *僅含認證的實際銷量 ^僅含認證的出貨量 ‡僅含認證的+實際銷量 |         |               |